# Ocena 360 stopni

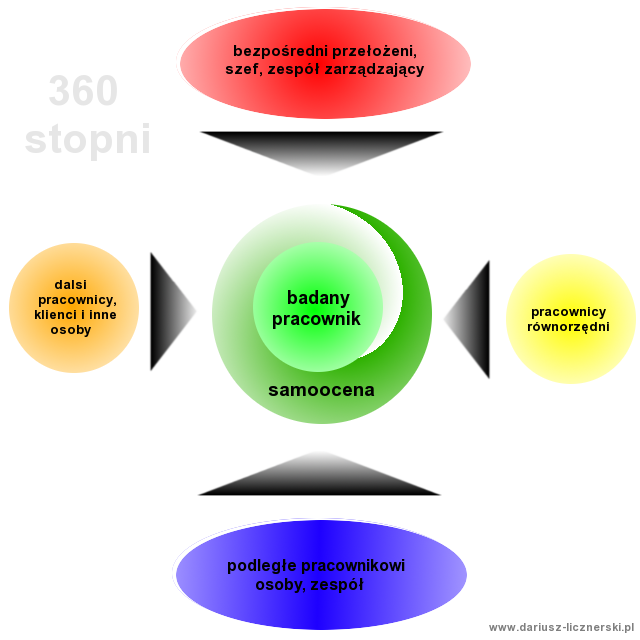
Ocena 360 stopni

Ocena 360 stopni (system oceny 360 stopni) – metoda oceny pracownika (zwykle menedżera) przeprowadzana na podstawie informacji pozyskanych od jego przełożonych, kolegów i podwładnych, a czasem również klientów.
Zaletą oceny 360 stopni jest uzyskanie znaczenie szerszej i pełniejszej informacji o wynikach w porównaniu z klasyczną oceną przeprowadzaną przez przełożonego. Wadami − niechęć menedżerów do poddawania się tego rodzaju ocenie oraz jej duża czasochłonność.